# Neocucumis kilburni
Neocucumis kilburni is een zeekomkommer uit de familie Cucumariidae.
De wetenschappelijke naam van de soort werd in 1998 gepubliceerd door V. Rajpal & A.S. Thandar.